# Châu Văn Tiếp
Châu Văn Tiếp (chữ Hán: 朱文接; Mậu Ngọ, 1738 - Giáp Thìn, 1784), là danh tướng Việt Nam cuối thế kỷ 18 dưới thời Nguyễn Phúc Ánh, được người đời xưng tụng là một trong Tam hùng Gia Định.

## Thân thế và sự nghiệp
Châu Văn Tiếp, tên tục là Châu Doãn Ngạnh (朱尹梗) nguyên quán huyện Phù Ly, phủ Hoài Nhơn (nay là Phù Mỹ - tp. Quy Nhơn, tỉnh Bình Định) nhưng cư ngụ ở Vân Hòa, huyện Đồng Xuân, tỉnh Phú Yên. Gia đình ông chuyên nghề buôn bán (chủ yếu là buôn ngựa), nhưng có học.
Ông Tiếp có người anh cả là Châu Doãn Chữ, hai em là Châu Doãn Chấn, Châu Doãn Húc và em gái Châu Thị Đậu. Ông thông thạo tiếng Chân Lạp, Xiêm La và có sức mạnh, lại ham học võ nghệ nên có biệt tài sử dụng đại đao.

### Tay buôn ngựa
Châu Văn Tiếp theo nghề buôn bán ngựa, nên có dịp đi đó đây. Nhờ vậy, ông quen biết khá nhiều người mà sau này đều trở thành vương tướng của nhà Tây Sơn, như Nguyễn Nhạc, Nguyễn Huệ, Nguyễn Lữ, Võ Văn Dũng, Trần Quang Diệu, Võ Đình Tú... Song người ông thân thiết nhất là Lý Văn Bưu vì cùng nghề.
Lấy lý do chống lại sự áp bức của quyền thần Trương Phúc Loan, ủng hộ hoàng tôn Nguyễn Phúc Dương, Nguyễn Nhạc cùng hai em là Nguyễn Huệ, Nguyễn Lữ cất binh khởi nghĩa vào năm 1771.
Biết tài Châu Văn Tiếp, Nguyễn Nhạc có cho người đến mời tham gia, nhưng ông khéo từ chối. Để tạo cho mình một thế đứng trong việc mưu nghiệp lớn, bốn anh em Châu Văn Tiếp chiêu tập dân quân đến chiếm giữ núi Tà Lương (còn gọi là núi Trà Lang thuộc Phú Yên).
Nguyễn Nhạc cử người đến mời lần nữa. Châu Văn Tiếp bày tỏ chính kiến của mình là không muốn thay ngôi chúa Nguyễn, mà chỉ muốn tôn phù hoàng tôn Nguyễn Phúc Dương, muốn diệt trừ những tham quan, những quyền thần và Nguyễn Nhạc đã đồng ý.

### Thành danh tướng
Hứa hẹn vậy, nhưng khi kéo binh đến Quy Nhơn thì Châu Văn Tiếp mới hay Nguyễn Nhạc đã bội ước. Ông liền rút quân về núi cũ, dựng cờ khởi nghĩa, đề lên bốn chữ Lương Sơn tá quốc (quân giỏi ở núi rừng lo giúp nước), để đối đầu với quân Tây Sơn.
Khi ấy, lưu thủ dinh Long Hồ là Tống Phước Hiệp (?-1776) đang đóng quân ở Vân Phong (nay thuộc Khánh Hòa), khuyên ông nên quy thuận chúa Nguyễn và ông đã nghe theo.
Tháng 3 năm Đinh Dậu (1777), quân Tây Sơn vào đánh Gia Định, Tống Phúc Hiệp lui về tiếp cứu, giao ông giữ Phú Yên, Bình Thuận.
Tình hình Gia Định càng thêm nguy khổn, ông cùng Đỗ Thanh Nhơn đem quân đi kháng cự, nhưng do đối phương quá mạnh mà Lý Tài và Đỗ Thanh Nhân lại luôn hiềm khích, Châu Văn Tiếp buộc phải dẫn bộ hạ về lại núi Tà Lương. Đành để Thái Thượng vương (Nguyễn Phúc Thuần) và Tân Chánh vương (Nguyễn Phúc Dương) bị quân Tây Sơn truy đuổi rồi bị bắt giết.
Sau cuộc đại bại ấy, trong dòng tộc chúa Nguyễn chỉ còn mỗi một chàng trai 17 tuổi tên Nguyễn Phúc Ánh trốn thoát, cho nên sau khi Đỗ Thanh Nhơn lấy lại Gia Định, Nguyễn Phúc Ánh được tướng sĩ rước về tôn làm Đại nguyên soái, Nhiếp quốc chính rồi xưng vương tại Sài Côn (Sài Gòn) vào năm Canh Tý (1780).
Năm Tân Sửu (1781), Châu Văn Tiếp liên kết với hai đạo quân khác để đánh Bình Khang. Nhưng đạo quân của Châu Văn Tiếp chưa kéo binh ra khỏi hậu cứ Phú Yên đã bị Trấn thủ nơi này là Nguyễn Văn Lộc đánh cho tan tác, khiến ông lại phải trốn vào núi Tà Lương. Đạo quân do Tôn Thất Dụ từ Bình Thuận tiến ra, bị Trấn thủ Lê Văn Hưng đem tượng binh trấn áp làm cho tan vỡ. Đạo thủy quân của Tống Phước Thiêm thì không thể xuất phát được, vì quân Đông Sơn đang khởi loạn ở Gia Định, do chủ tướng của họ là Đỗ Thanh Nhơn vừa bị Nguyễn Phúc Ánh mưu hại (1781).
Nhân cơ hội nội bộ nhà Nguyễn đang rạn nứt, tháng 3 năm Nhâm Dần (1782), Nguyễn Huệ cùng Nguyễn Nhạc mang quân thủy bộ tiến vào Nam. Hai bên đụng độ dữ dội ở khu vực sông Ngã Bảy (Thất Kỳ Giang) nơi cửa Cần Giờ. Cuối cùng, Nguyễn Phúc Ánh lại phải bỏ chạy ra đảo Phú Quốc, nay thuộc Kiên Giang.
Một lần nữa, đạo quân Lương Sơn của Châu Văn Tiếp vào tiếp cứu. Khi ấy, Nguyễn Huệ và Nguyễn Nhạc đã rút quân về, nên quân Lương Sơn đánh đuổi được tướng Tây Sơn là Đỗ Nhàn Trập, lấy lại Sài Côn. Nhờ đại công này, ông được phong Ngoại tả Chưởng dinh.
Tháng 2 năm Quý Mão (1783), Nguyễn Nhạc lại sai Nguyễn Huệ, Nguyễn Lữ, Lê Văn Hưng, Trương Văn Đa mang quân vào Nam. Châu Văn Tiếp dùng hỏa công nhưng bị trở gió nên thua trận. Chúa Nguyễn phải chạy xuống Ba Giồng (Định Tường), còn Châu Văn Tiếp phải men theo đường núi qua Cao Miên rồi qua Xiêm cầu viện.
Nước Xiêm lúc bấy giờ ở dưới triều vua Chất Tri đương lúc thịnh vượng và đang nuôi tham vọng nuốt Cao Miên và Gia Định để mở rộng cõi bờ. Cho nên khi nghe Châu Văn Tiếp, một bề tôi thân tín của chúa Nguyễn, đến cầu cứu vua Xiêm liền đồng ý.
Được hứa hẹn, Châu Văn Tiếp gởi ngay mật thư báo tin cho Nguyễn Phúc Ánh. Sau khi hội đàm với tướng Xiêm tên là Thát Xỉ Đa tại Cà Mau, vào tháng Hai năm Giáp Thìn (1784), chúa Nguyễn sang Vọng Các hội kiến với vua Xiêm. Được tiếp đãi và giúp đỡ, chúa Nguyễn tổ chức lại lực lượng gồm các quân tướng đi theo và nhóm người Việt lưu vong tại Xiêm, cả thảy trên dưới nghìn người, cử Châu Văn Tiếp làm Bình Tây đại đô đốc, Mạc Tử Sanh (con Mạc Thiên Tứ) làm Tham tướng, để dẫn quân Xiêm về nước đánh nhau với quân Tây Sơn...
Tháng 7 năm ấy vua Xiêm La sai hai người cháu, cũng là hai viên tướng cao cấp là Chiêu Tăng và Chiêu Sương, đem 2 vạn quân thủy cùng 300 chiến thuyền vượt vịnh Xiêm La, qua ngả Kiên Giang, sang giúp. Ngoài ra, còn có đạo bộ binh gồm khoảng 3 vạn quân, do các tướng Lục Côn, Sa Uyển, Chiêu Thùy Biện (một cựu thần Chân Lạp thân Xiêm) chỉ huy, băng qua đất Chân Lạp, rồi tràn vào nước Việt qua ngả An Giang..
Ngày 13 tháng 10 cùng năm (tức 25 tháng 11 năm 1784), Châu Văn Tiếp giáp chiến với quân Tây Sơn. Ngô Giáp Đậu kể: Châu Văn Tiếp dẫn thủy binh tiến đánh quân Tây Sơn ở sông Măng Thít (thuộc địa phận Long Hồ, nay là Vĩnh Long) Chưởng cơ Bảo (Chưởng tiền Bảo) ra sức chống cự. Châu Văn Tiếp nhảy lên thuyền địch, bị quân Tây Sơn đâm trọng thương. Thế Tổ (Nguyễn Phước Ánh) phất cờ ra lệnh cho quân đánh gấp vào, chém được Chưởng cơ Bảo...Châu Văn Tiếp không bao lâu cũng qua đời vì vết thương quá nặng..., hưởng dương 46 tuổi.

### Được tôn thờ
Nhận được tin, Nguyễn vương tỏ lời thương tiếc: 
Trong vòng mười năm lại đây, Tiếp với ta cùng chung hoạn nạn. Nay giữa đường Tiếp bỏ ta mà đi, chưa biết ai có thể thay ta nắm giữ việc quân?...
Nguyễn vương dạy lấy ván thuyền ghép thành hòm, dùng nhung phục khấn liệm, rồi cho chôn tạm tại làng An Hội, Cồn Cái Nhum (Tam Bình, Vĩnh Long). Về sau, thâu phục được Gia Định, Nguyễn Phúc Ánh cho cải táng tại xã Hắc Lăng, huyện Phước An, thuộc dinh Trấn Biên (nay thuộc tỉnh Bà Rịa - Vũng Tàu).
Năm 1802, Nguyễn Phúc Ánh lên ngôi vua lấy niên hiệu là Gia Long, truy phong ông là Tả quân đô đốc, tước Quận công và cho lập đền thờ ở Hắc Lăng (nay thuộc xã Tam Phước, thị trấn Long Đất, tỉnh Bà Rịa-Vũng Tàu).
Năm Giáp Tý (1804), Châu Văn Tiếp được thờ nơi đền Hiển Trung (Sài Gòn). Đến năm Gia Long thứ 6 (1807), xét công lao các bề tôi qua Vọng Các (Xiêm La), ông được liệt hàng Đệ nhất đẳng khai quốc công thần và được thờ tại Trung Hưng Công Thần miếu (Huế).
Đến năm vua Minh Mạng thứ 12 (1831), ông được truy phong tước Lâm Thao Quận công.
Năm Tự Đức thứ ba (1850), nhà vua cho xây dựng lại đền ở Hắc Lăng, vì đã bị chiến tranh tàn phá nặng (chỉ còn trơ lại nền đất và móng đá, hiện ở phía trước chùa Bửu Quang). Nhưng năm sau (1851), mới được khởi công ở nơi mới, cách nơi cũ khoảng 500m.
Năm 1920, đền thờ lại đổ nát. Mãi đến thời Lamère làm tỉnh trưởng Bà Rịa, nhân dân trong tỉnh tự tổ chức quyên góp và tái thiết đền với quy mô lớn. Theo Sổ tay hành hương đất phương Nam, dưới thời Pháp thuộc, các đền thờ công thần triều Nguyễn đều được đổi tên thành đình làng; cũng chính vì thế đền thờ ông Tiếp trở thành đình Hắc Lăng. Hiện nơi đình vẫn thờ chiếc ngai do Gia Long ban thưởng, khuôn biển có khắc bốn chữ thếp vàng: Lâm Thao Quận Công cùng nhiều sắc phong của các vua Nguyễn...
Năm Tự Đức thứ 8 (1855), Khâm mạng đại thần Nguyễn Tri Phương đi kinh lược Nam Kỳ có đến viếng đền Châu Quận Công ở Măng Thít (nay thuộc xã Tân Long Hội, huyện Măng Thít) và có làm thơ điếu, hiện vẫn còn lưu giữ ở đền thờ.
Châu Văn Tiếp mất không có con trai, cháu ngoại là Nguyễn Văn hóa, con của Châu Thị Đậu, nhận phần phụng tự.